# ناحیه هونگگوو
ناحیه هونگگوو (به لاتین: Hongguo Subdistrict) یک منطقهٔ مسکونی در چین است که در Panzhou City واقع شده‌است. ناحیه هونگگوو ۲۷۱٫۸۸ کیلومتر مربع مساحت و ۱۳۰٬۰۰۰ نفر جمعیت دارد.